# Руксперт
Руксперт (ruxpert.ru, също така Руски експерт, Справочник на патриота) е мрежово-базирана енциклопедия със свободно съдържание на руски език. От сайта заявяват че се стремят като цел: „истината за Русия – без мръсотия, вражеска пропаганда и украса“.

## История
Сайтът е основан през януари 2013 година от блогърът Олег Макаренко.